# Ракетні катери типу «Кончар»
Ракетні катери типу «Кончар» (хорв. Raketni čamaci klasa Končar) — серія з шести ракетних катерів виробництва Югославії, побудованих в 1970-х роках на суднобудівному заводі імені Йосипа Броза Тіто в Кралєвиця, СР Хорватія. Особливістю катерів було поєднання як радянських, так і західних засобів управління і озброєнь. Тип ракетних катерів отримав ім'я на честь хорватського діяча Народно-визвольного руху Югославії Раде Кончара, Народного героя Югославії.

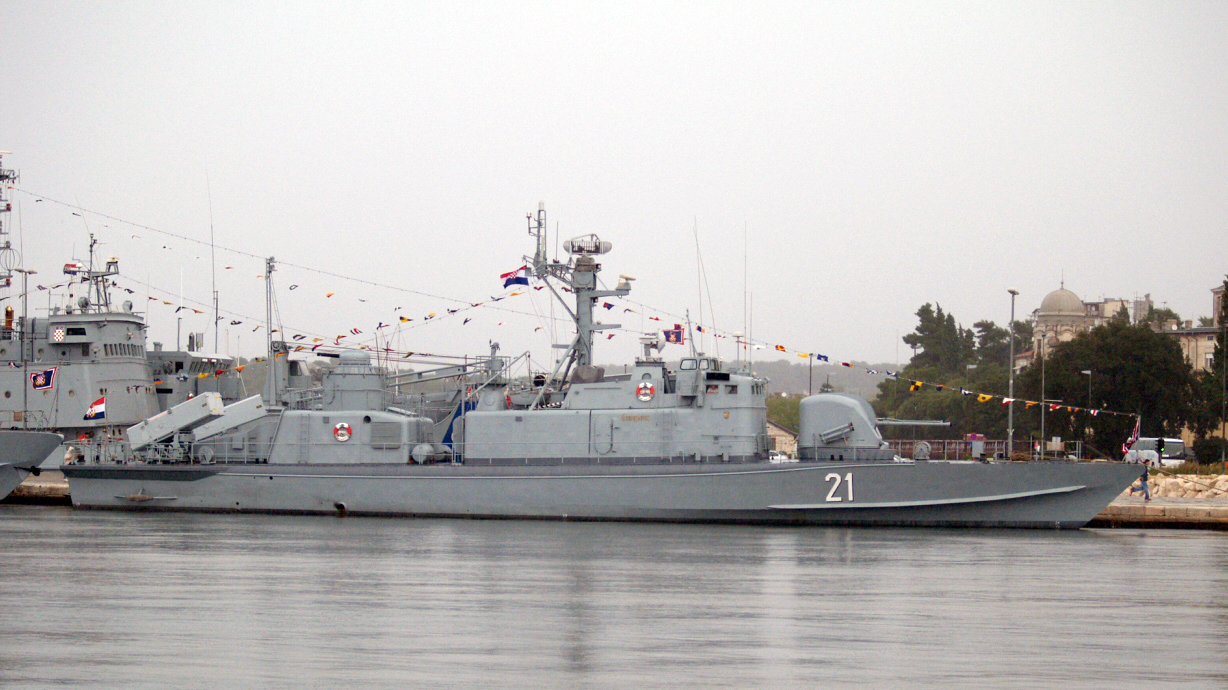
Представник типу, катер «Шибеник» ВМС Хорватії

На сьогоднішній день збереглося всього три таких катери з шести: один катер, «Владо Четковіч», в 1991 році був захоплений ВМС Хорватії і перейменований в «Шибеник». П'ять інших катерів залишилися в складі ВМС Союзної Республіки Югославії, з них три були виключені зі складу флоту на початку 2000-х років. Два катери переобладнали в патрульні кораблі військово-морських сил Чорногорії.

## Опис конструкції
Розробкою ракетних катерів типу «Кончар» займався Суднобудівний інститут Загреба. Будівництво кораблів йшло з 1977 по 1979 роки в Кралєвіца. Всі шість кораблів були названі в честь різних Народних героїв Югославії, які брали участь у Другій світовій війні. Розміри кожного корабля були такі: довжина — 44,9 м, ширина — 8,4 м, осадка — 2,6 м. Корпус кожного корабля виготовляли зі сталі з використанням алюмінієвої суперструктури, на зразок шведських торпедних катерів типу «Спіка» Повна водотоннажність корабля становила 271 т, екіпаж нараховував 30 осіб  .
Головною енергетичною установкою є CODAG (комбінована дизель-газотурбінна установка), до якої відносяться чотири двигуни: два дизельні двигуни MTU 16V 538 TB91 використовуються для економічного плавання, а дві газотурбінні установки RR Marine Proteus 52 M дозволяють розвивати високу швидкість. Крейсерська швидкість — 22 вузли при максимальній 38—40 (залежить від енергетичної установки)   . Автономність плавання становить від 5 до 7 діб  . Рушії — чотири гребних гвинти.
Ракетні катери оснащені двома 57-мм гарматами Bofors 70-го калібру типу Mk1, які встановлені на носі й на кормі корабля. За час проєктування і будівництва розробники хотіли встановити протикорабельні ракети французького виробництва Exocet, проте їх вартість виявилася занадто великою, тому замість них були встановлені радянські ракети П-15 «Терміт» (СС-Н-2Б). Для захисту корабля були встановлені дві пускові установки дипольних відбивачів Wallop Barricade  .

## Служба

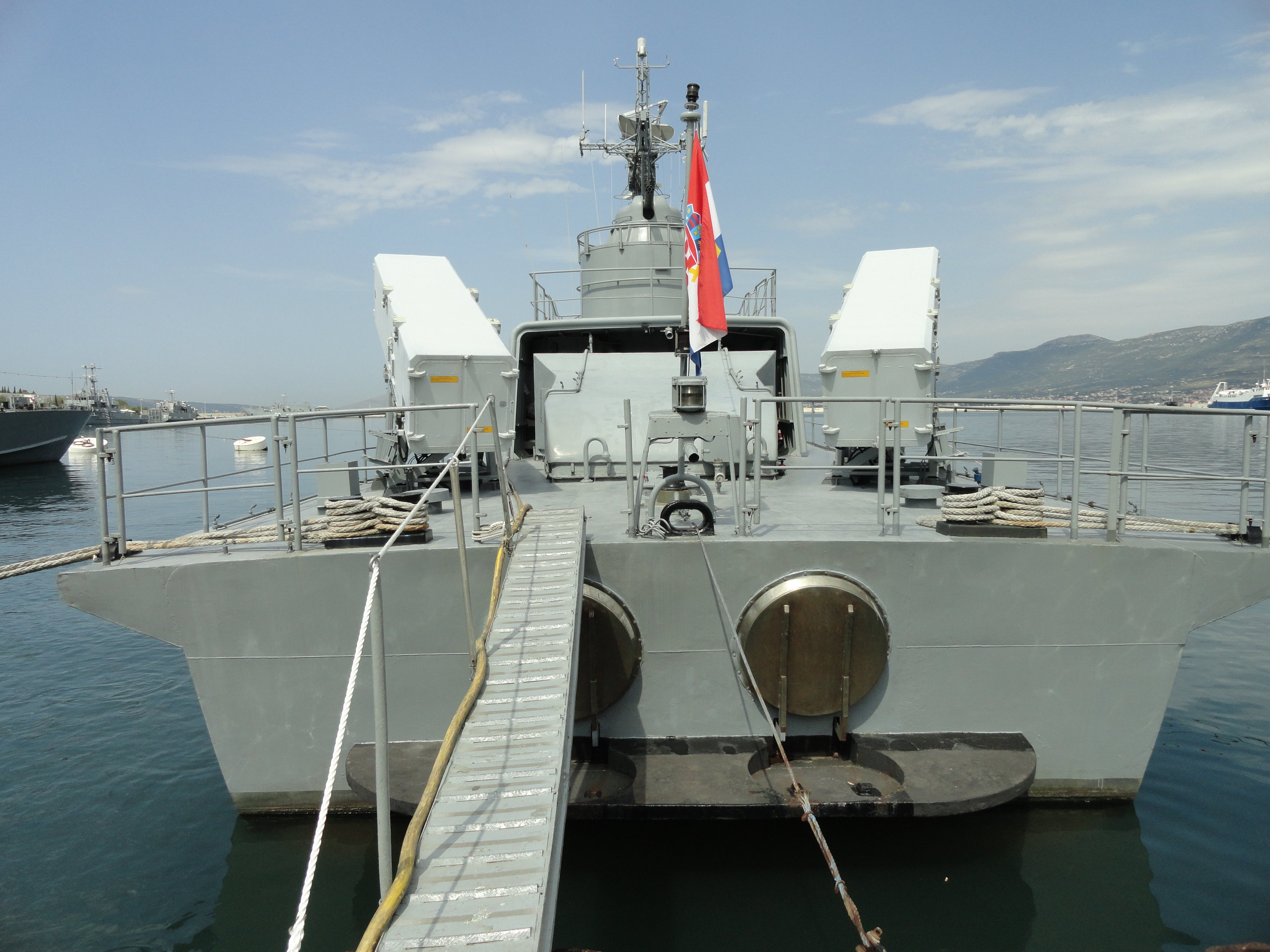
Корма ракетного катера «Шибеник» з ракетами RBS-15 і артустановками АК-630

Наприкінці 1980-х — початку 1990-х років кораблі «Раде Кончар» та «Владо Четковіч» повинні були пройти програму глибокої модернізації, в рамках якої на них планувалося встановити радянські артилерійські установки АК-630 замість шведських «Бофорс». На початку війни в Хорватії хорватські війська захопили «Владо Четковіч» і 28 вересня 1991 року перейменували в «Шибеник». З 1991 по 1994 роки тільки «Шибеник» пройшов ту саму модернізацію, в ході якої пускові установки для радянських ракет П-20 замінили на установки для шведських протикорабельних ракет RBS-15. Станом на 2014 року ракетний катер «Шибеник» продовжував службу в ВМС Хорватії   .
Решта п'ять катерів залишилися в ВМС Югославії. 6 жовтня 1991 року катер «Хасан Захіровіч-Лаца» разом зі сторожовим кораблем проєкту тисяча сто п'ятдесят дев'ять VPBR-32 «Копер» взяв участь у битві за Задар. Хорватські берегові батареї були оснащені двома 40-мм гарматами Bofors, але тільки одна з них могла вести вогонь по кораблях. За катеру було здійснено п'ять або шість пострілів, після чого «Бофорс» заклинило. Хорватські солдати незабаром продовжили вогонь, тричі влучивши у корму корабля, але не завдавши тому шкоди, оскільки в розрахунку «Бофорса» не було бронебійних снарядів .
Ще два катери типу «Кончар» взяли участь у битві за далматинські протоки: «Йордан Ніколов-Орце» діяв під позивним «Параку», а «Анте Баніна» — під позивним «ПАКРА». Вони входили в тактичну групу «Віс», завданням якої було встановлення морської блокади Спліта й островів біля нього . Після припинення ЮНА бойових дій у Хорватії всі п'ять катерів повернулися на базу в Чорногорію, де увійшли до складу флоту Союзної Республіки Югославії .
Три кораблі в квітні 1994 року стали учасниками інциденту з мальтійським танкером «Lido II», один з них загрожував тараном італійському фрегату.